# Jonathan Dibben
Jonathan Dibben (Southampton, 12 de febrero de 1994) es un deportista británico que compitió en ciclismo en las modalidades de pista, especialista en las pruebas de persecución por equipos, puntuación y ómnium, y ruta.
Ganó dos medallas en el Campeonato Mundial de Ciclismo en Pista de 2016, oro en puntuación y plata en persecución por equipos, y cuatro medallas en el Campeonato Europeo de Ciclismo en Pista, en los años 2014 y 2015.
En diciembre de 2020 se retiró de la competición después de que el equipo Lotto Soudal, al que pertenecía desde inicios de ese año, no le renovara el contrato.

## Medallero internacional
| Campeonato Mundial | Campeonato Mundial     | Campeonato Mundial | Campeonato Mundial      |
| Año                | Lugar                  | Medalla            | Competición             |
| ------------------ | ---------------------- | ------------------ | ----------------------- |
| 2016               | Londres (Reino Unido)  | Medalla de oro     | Puntuación              |
| 2016               | Londres (Reino Unido)  | Medalla de plata   | Persecución por equipos |
| Campeonato Europeo |                        |                    |                         |
| Año                | Lugar                  | Medalla            | Competición             |
| 2014               | Baie-Mahault (Francia) | Medalla de oro     | Persecución por equipos |
| 2014               | Baie-Mahault (Francia) | Medalla de plata   | Ómnium                  |
| 2015               | Grenchen (Suiza)       | Medalla de oro     | Persecución por equipos |
| 2015               | Grenchen (Suiza)       | Medalla de bronce  | Ómnium                  |

## Palmarés

### Pista
2011
- 3.º en el Campeonato de Reino Unido en Persecución

2012
- 2.º en el Campeonato de Reino Unido en Persecución
- 2.º en el Campeonato de Reino Unido en Persecución por equipos
- 2.º en el Campeonato de Reino Unido en Scratch

2014
- Campeonato Europeo Persecución por Equipos (haciendo equipo con Edward Clancy,  Owain Doull y Andrew Tennant)
- 2.º en el Campeonato Europeo en Omnium
- 3.º en el Campeonato de Reino Unido en Persecución

2015
- Campeonato Europeo Persecución por Equipos (haciendo equipo con Bradley Wiggins,  Owain Doull y Andrew Tennant)
- 3.º en el Campeonato Europeo en Omnium
- 2.º en el Campeonato de Reino Unido en Scratch
- 3.º en el Campeonato de Reino Unido en Persecución

2016
- Campeonato del Mundo en Puntuación
- 2.º en el Campeonato Mundial Persecución por Equipos (haciendo equipo con Owain Doull, Edward Clancy y Bradley Wiggins)

### Ruta
2014
- 1 etapa del Triptyque des Monts et Châteaux

2016
- 1 etapa del Triptyque des Monts et Châteaux

2017
- 1 etapa del Tour de California

## Resultados en Grandes Vueltas y Campeonatos del Mundo
| Carrera         | Carrera         | 2015 | 2016 | 2017 | 2018 | 2019 | 2020  |
| --------------- | --------------- | ---- | ---- | ---- | ---- | ---- | ----- |
|                 | Giro de Italia  | —    | —    | —    | —    | —    | 133.º |
|                 | Tour de Francia | —    | —    | —    | —    | —    | —     |
|                 | Vuelta a España | —    | —    | —    | —    | —    | —     |
| Mundial en Ruta | Mundial en Ruta | —    | —    | Ab.  | —    | —    | —     |

| —: No participó | Ab: Abandono |

## Equipos
- Team Wiggins (2015-07.2016)
- Cannondale-Drapac Pro Cycling Team (stagiaire) (08-12.2016)
- Team Sky (2017-2018)
- Madison Genesis (05-12.2019)
- Lotto Soudal (2020)

 Fuente: procyclingstats.com